# Magnum (televíziós sorozat, 1980)
A Magnum (eredetileg angolul Magnum P.I.) amerikai krimi-sorozat, amely 162 egyenként 45 perces epizódból áll. 1980 és 1988 között készült (8 évad), alkotói Donald P. Bellisario és Glen A. Larson.

## Szereplők
| Szerep                      | Színész          | Magyar hang                          |
| --------------------------- | ---------------- | ------------------------------------ |
| Thomas Sullivan Magnum IV   | Tom Selleck      | Sörös Sándor                         |
| Jonathan Quayle Higgins III | John Hillerman   | Versényi László                      |
| Theodore "TC" Calvin        | Roger E. Mosley  | Tahi József                          |
| Orville "Rick" Wright       | Larry Manetti    | Balázsi Gyula                        |
| Robin Masters               | Orson Welles     | Melis Gábor                          |
| Agatha Chumley              | Gillian Dobb     | Czigány Judit                        |
| Yoshi Tanaka hadnagy        | Kwan Hi Lim      | Botár Endre                          |
| McReynolds hadnagy          | Jeff MacKay      | Koroknay Géza Sinkovits-Vitay András |
| Carol Baldwin               | Kathleen Lloyd   | Kocsis Mariann                       |
| „Jégcsákány”                | Elisha Cook Jr.  | Elekes Pál                           |
| Maggie Poole                | Jean Bruce Scott | Kökényessy Ági                       |
| Michelle                    | Marta DuBois     | Simon Mari                           |
| Greene Ezredes              | Lance LeGault    | Szersén Gyula                        |

## Ismertető
Thomas Magnum magánnyomozóként dolgozik a napfényes Hawaii szigetén. Az ügyek megoldásában – sokszor akaratukon kívül – TC, Rick és Higgins segít neki.
A CBS csatorna 1979 őszén nagy gonddal küszködött. A Hawaii Five-O című, régóta futó bűnügyi sorozat már nem tudta hozni az elvárt nézettséget. A CBS azonban nem vethetett véget a sorozatnak méltó utód nélkül.
Ekkor jött a televíziózás világában már veteránnak számító Glen Larson író és producer, aki bemutatta a Magnum című sorozat forgatókönyvét. A főszerepre a CBS szemelte ki Tom Sellecket. Selleck első felvétele 1967-ből került elő, amikor is egy randi-show felvételén, még híres bajusza nélkül hódította a női szíveket. Ennek a szereplésnek köszönhette, hogy a filmkészítők felfigyeltek rá, és bár kezdetben csak tévéreklámokban mutathatta meg magát, természetesen ennél jóval többre vágyott. A másodvonalas filmekben való szereplések azonban időről időre kudarcot jelentettek a számára, és '79 végére nem csak karrierje, de magánélete is mélypontra jutott. Ekkor állított be hozzá ügynöke a Magnum ötletével. A készítők meg voltak győződve arról, hogy Tom Selleck tökéletes Magnum lesz. A próbaepizód elkészült, ám Selleck elégedetlen volt a forgatókönyvvel, valamint az anyagi feltételekkel sem értett egyet. Amikor azonban producerként felbukkant Donald Bellisario, és átírta a forgatókönyvet, Selleck megnyugodott, és belevágott a munkába. Magnum szerepében Tom Selleck egy igazi szórakoztató sorozatot hozott létre, teljesen ismeretlen színészekkel az oldalán. A sorozat 8 évadot ért meg, amikor Selleck úgy döntött, hogy nem vállalja a sorozat folytatását, hanem inkább filmes karrierjére koncentrál. Azt azonban a mai napig tudja, hogy minden megjelenése az egykori privát nyomozót, Magnumot juttatja mindenki eszébe.
A sorozatban visszatérő szerepet kap a háború és a katonaság is: Magnum TC-vel és Rick-kel együtt szolgáltak Vietnámban, a Vietnámi háború és annak következményei (mint a PTSD) többször visszatérnek a sorozatban, ahogy Higgins is katonaviselt ember, aki brit katonaként gyakran idézget a második világháborús emlékeiből. Magnum ezen kívül a hírszerzésnél is szolgált egy ideig. Fontos volt, hogy Magnum és barátai olyan exkatonák voltak, akiket először mutattak be tévében háborús traumákat átvészelni képes karakterekként. Az író Donald P. Bellisario később azt nyilatkozta, hogy rengeteg veterán írt neki ezért köszönőleveleket (Bellisariohoz kötődtek olyan későbbi katonai sorozatokat is, mint a JAG – Becsületbeli ügyek). Az egyik epizódban az 1956-os forradalom is szóba kerül: Budapesti madarász (Birdman of Budapest, 3. évad, 16. rész).

## Érdekességek
- A Robin Masters tulajdonát képező dobermannokat valójában hat (vagy nyolc) e célra kiképzett kutya játszotta az évek folyamán.
- Robin Masters „bestselleríró” regényeinek címe (a sorozatban elhangzásuk sorrendjében): 
  - Babes in Babylon
  - Fruit of Passion
  - The Golden Spike
  - Tahiti Kill
  - The Seamy Side of Dawn
  - Golden Tradewinds
  - Blood of the August Kitten
  - Die and Die Again
  - The Treasure of Kalaniopu'u
  - Serpent's Whisper
  - Echoes of Ecstasy
  - Transitions
- Robin Masters regényeinek papírra vetésekor sohasem használ írógépet. Gondolatmeneteit inkább magnóba diktálja.
- A sorozat főszereplője által használt, valójában Robin Masters tulajdonát képező gépjármű típusa: (1984) Ferrari 308 (GTSi Quattrovalvole, európai típusú első lökhárítóval és eredeti Ferrari-légterelőrendszerrel). A típust 1975 és 1985 között gyártották, a sorozatban pedig folyamatos modellfrissítést hajtottak végre minden új széria megjelenését követően.
Fontos megemlíteni, hogy Robin Masters egy másik, fentivel nagyrészt egyező, ám sötétzöld színű 308 GTSi QV típusú Ferrarit is fenntart a Hawaii szigeteken. Ezt a gépkocsit a 6. évad Summer School című epizódjában, a birtokon tett látogatásakor az író fiatal unokaöccse használja. E második Ferrari állandó tartózkodási helye ismeretlen.
- A Masters-Ferrari(k) értéke 60,000 USD
- A Masters-birtokon használt gépkocsik rendszámai: ROBIN-1 (Ferrari); ROBIN-2 (Audi 5000); ROBIN-3 (GMC Jimmy pickup); ROBIN-23 (sötétzöld Ferrari)
- A Masters-birtok neve eredeti angol nyelven Robin's Nest (Robin fészke), aminek a pontos (és létező) címe 41-505 Kalanianaole Highway Waimanalo, HI 96795, Oahu, Hawaii, Amerikai Egyesült Államok (é. sz. 21° 19′ 30″, ny. h. 157° 40′ 48″21.324906°N 157.679911°W).[2]  A sorozatban a birtok szintén Oahu-n, ám nem ezen a címen, hanem a képzeletbeli Kalakua Drive-on található. A sorozatban úgy említik, mintha a sziget É-i részén lenne. Valójában a sziget dél-keleti részén található.
Robin Mastersnek természetesen nem ez az egyetlen ingatlantulajdona. A sorozatban elhangzó részletek szerint magáénak mondhat még egy lakást Manhattanben (New York, Amerikai Egyesült Államok), egy villát Androsz szigetén (Görögország) és egy faházat Innsbruckban is (Ausztria).
A hawaii Masters-birtok tulajdonosa a valóságban egy helyi politikus, Eve Glover Anderson republikánus képviselő volt 2015-ig, amikor is Barack Obama egyik közeli barátja, Marty Nesbitt üzletember vásárolta meg 8,7 millió dollárért. Magát Obamát is hírbe hozta a sajtó az ügylettel, miszerint azt Nesbitt valójában Obama részére vásárolta, hogy elnöki mandátumának lejárta után ott élhessen, de a feltételezés az elnökváltás után hamisnak bizonyult. 2015-ben eladásra került a birtok, és sajnálatos módon 2018. áprilisában az épületeket lerombolták.
- A birtokot Eve Glover Anderson nagyapja, Ormand Edgar Wall építtette 1933-ban spanyol gyarmati stílusú villaépülettel, Louis E. Davis híres honolului építész tervei alapján.
- Az ingatlan – mely a való életben sokkal kisebb a sorozatban megismert méreteinél (több mint 200 hektár helyett, mindössze 3 hold) – más produkciókban is feltűnt, például a Hawaii Five-O című, a tengerentúlon nagy sikerrel futott széria 12 epizódjában. De több sorozatnak is volt keresztező epizódja a Magnummal, amelyekben szintén feltűnt a birtok. Ilyen a Gyilkos sorok és Simon & Simon. A Gyilkos sorok 3. évadának 8. része a Magnumot jégre viszik című crossover epizód, de van a sorozatnak egy - a Magnum-sorozattól független epizódja is, amelyben megjelenik a birtok: Halál Hawaii-n (Death in Hawaii, 11. évad 4. rész).
- A parton található gáttal elkerített ár-apálymedence a hawaii főfőnök teknősnevelő medencéje volt. A valóságban magát a birtokot is Pahonu-nak nevezik, amely hawaii nyelven teknőstartási helyet jelent. A birtok kapuoszlopán is van egy ilyen felirat, és a kapu közepén egy teknősalak helyezkedik el. A teknősöket egyébként a főnökök fogyasztották, és erre a célra nevelték őket a medencében.
- A parti jelenetekben látható jellegzetes sziget a Nyúl-sziget (Rabbit Island, helyi nyelven Mānana).
- A birtok sohasem volt nyitott a nagyközönség előtt, de a part nyilvános, minthogy Oahu minden partja köztulajdon.
- A főépületet sajnos 2018. április 6–7-én elbontották, csakúgy mint a jellegzetes kőkerítését. 2020 elején sincs nyoma a telken új építkezésnek, már csak a csónakház – amely a sorozatban vendégházként szerepel, ahol Magnum lakik – és a kapu melletti épület áll. Mindkettő, csakúgy mint a teniszpálya és birtok egésze, lepusztult állapotú. A sorozatban úgy állítják be, mintha a vendégház a telek ellentétes oldalán lenne, mint a valóságban. Valójában a birtok északnyugati végében, csónakház lévén a parthoz közel található.
- TC helikopteres vállalkozása, az Island Hoopers valójában a birtok közvetlen szomszédságában lévő mólón „székelt”.
- A szintén fiktív Kamehameha Király Klub a valóságban az Elks Lodge nevű klub volt; címe 2933 Kalakaua Ave, Honolulu, O'ahu, Hawaii, USA (Coordinate: Invalid minutes
).